# Quinazolina

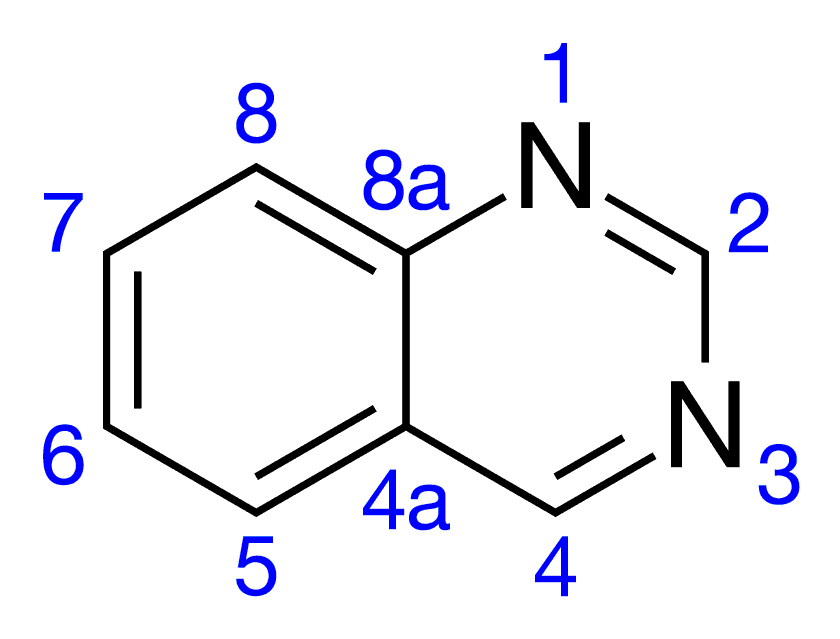

La quinazolina es un compuesto formado por dos anillos aromáticos simples enlazados: un anillo de benceno y otro de pirimidina. Su fórmula molecular es C8H6N2. La quinazolina es amarilla y cristalina. Los derivados suelen ser considerados compuestos quinazólicos.
En medicina ha sido empleado en varios campos, especialmente como agente contra la malaria y en tratamientos contra el cáncer. Un ejemplo de un compuesto con estructura quinazólica es el mesilato de doxazosín.
Es isomérica con la quinoxalina, la ftalazina y la cinnolina.
El método de síntesis más común es la Síntesis de quinazolina de Niementowski.
- Datos: Q426278
- Multimedia: Quinazoline / Q426278